# Philodinavus paradoxus
Philodinavus paradoxus är en hjuldjursart som först beskrevs av Murray 1905.  Philodinavus paradoxus ingår i släktet Philodinavus och familjen Philodinavidae. Arten är reproducerande i Sverige. Inga underarter finns listade i Catalogue of Life.